# Buinjski Riječani
Buinjski Riječani (1900-ig "Riječani", majd 1991-ig „Riječani Bujinjski”) falu Horvátországban, Sziszek-Monoszló megyében. Közigazgatásilag Dvorhoz tartozik.

## Fekvése
Sziszek városától légvonalban 34, közúton 62 km-re délre, községközpontjától légvonalban 13, közúton 19 km-re északra a Báni végvidék déli részén, Lotine és Buinja között, az Oraovica és Gorica patakok mentén fekszik.

## Története
A település neve a "rijeka" (folyó) főnévből származik, jelentése folyó mentén lakók. A név arra utal, hogy területén két nagyobb patak is átfolyik. A név előtagja a szomszédos Buinja település közelségét jelzi. Betelepülésének előzményeként az 1683 és 1699 között felszabadító harcokban a keresztény seregek kiűzték a térségből a törököt és a török határ az Una folyóhoz került vissza. Ezután a török uralom alatt maradt Közép-Boszniából, főként a Kozara-hegység területéről és a Sana-medencéből  pravoszláv szerb családok érkeztek a felszabadított területekre. Az újonnan érkezettek szabadságjogokat kaptak, de ennek fejében határőr szolgálattal tartoztak. El kellett látniuk a várak, őrhelyek őrzését és részt kellett venniük a hadjáratokban. Riječani benépesülése is a 17. században kezdődött, majd több hullámban a 18. században is folytatódott. 1696-ban a szábor a bánt tette meg a Kulpa és az Una közötti határvédő erők parancsnokává, melyet hosszas huzavona után 1704-ben a bécsi udvar is elfogadott. Ezzel létrejött a Báni végvidék (horvátul Banovina), mely katonai határőrvidék része lett. 1745-ben megalakult a Petrinya központú második báni ezred, melynek fennhatósága alá ez a vidék is tartozott.
1881-ben megszűnt a katonai közigazgatás és Zágráb vármegye Kostajnicai járásának része lett. 1910-ben 194 lakosa volt. A 20. század első éveiben a kilátástalan gazdasági helyzet miatt sokan vándoroltak ki a tengerentúlra. 1918-ban az új szerb-horvát-szlovén állam, majd később Jugoszlávia része lett. A második világháború idején a Független Horvát Állam része volt. A háború után a béke időszaka köszöntött a településre. Enyhült a szegénység és sok ember talált munkát a közeli városokban. Ennek következtében újabb kivándorlás indult meg. Sok fiatal települt át a jobb élet reményében a közeli városokba, Glinára, Dvorra, Petrinyára, Bosanski Noviba. A délszláv háború előestéjén lakosságának 96%-a szerb nemzetiségű volt. A falu 1991. június 25-én a független Horvátország része lett, de szerb lakossága a Krajinai Szerb Köztársasághoz csatlakozott. A falut 1995. augusztus 8-án a Vihar hadművelettel boszniai csapatok segítségével foglalta vissza a horvát hadsereg. A szerb lakosság többsége elmenekült. 2011-ben 12 lakosa volt.

## Népesség
| Lakosság változása | Lakosság változása | Lakosság változása | Lakosság változása | Lakosság változása | Lakosság változása | Lakosság változása | Lakosság változása | Lakosság változása | Lakosság változása | Lakosság változása | Lakosság változása | Lakosság változása | Lakosság változása | Lakosság változása | Lakosság változása |
| ------------------ | ------------------ | ------------------ | ------------------ | ------------------ | ------------------ | ------------------ | ------------------ | ------------------ | ------------------ | ------------------ | ------------------ | ------------------ | ------------------ | ------------------ | ------------------ |
| 1857               | 1869               | 1880               | 1890               | 1900               | 1910               | 1921               | 1931               | 1948               | 1953               | 1961               | 1971               | 1981               | 1991               | 2001               | 2011               |
| 0                  | 0                  | 0                  | 0                  | 0                  | 194                | 169                | 185                | 163                | 171                | 138                | 133                | 105                | 61                 | 17                 | 12                 |

(1900-ig lakosságát Buinjához számították.)